# Monique Amghar
Pour les articles homonymes, voir Amghar.
Monique Amghar est une karatéka française née le 19 mai 1963.

## Biographie
Elle est surtout connue pour avoir remporté l'épreuve de kumite individuel féminin moins de 60 kilos aux championnats du monde de karaté 1990 et aux championnats d'Europe de karaté 1996.

## Résultats
| Résultat           | Date          | Épreuve                   | Catégorie | Compétition                | Ville hôte                 |
| ------------------ | ------------- | ------------------------- | --------- | -------------------------- | -------------------------- |
| Médaille d'or      | 1990          | Kumite individuel - 60 kg | Seniors   | Championnats du monde 1990 | Mexico, au Mexique         |
| Médaille de bronze | 1992          | Kumite individuel - 60 kg | Seniors   | Championnats d'Europe 1992 | Bois-le-Duc, aux Pays-Bas  |
| Médaille d'argent  | Décembre 1994 | Kumite individuel - 60 kg | Seniors   | Championnats du monde 1994 | Kota Kinabalu, en Malaisie |
| Médaille d'or      | 1996          | Kumite individuel - 60 kg | Seniors   | Championnats d'Europe 1996 | Paris, en France           |